# تروریسم برای موضوع خاص
تروریسم برای موضوع خاص (انگلیسی: Special-interest terrorism) و تروریسم تک بعدی، نوعی از تروریسم است که بر خلاف اشکال دیگر آن مانند تروریسم راست، چپ و تروریسم مذهبی، بر روی موضوعات محدود یا تنها یک موضوع خاص تمرکز می‌کند و نه به‌طور گسترده‌تر سیاسی، مذهبی یا سایر تغییرات اجتماعی.

## هدف و انواع
کسانی که تروریسم خاص را دنبال می‌کنند، اعمال خشونت را به این دلیل انجام می‌دهند که با این کار جامعه را مجبور کنند تا نگرش‌ها، رفتار و اولویت دادن‌هایش به علت‌ها و موضوعات را به نفع خود تغییر دهند. آنها تمایل دارند که حاشیه افراط‌گرایی جنبش‌هایی را که مسائلی مانند محیط زیست، ضد سقط جنین و ضد هسته‌ای را دنبال می‌کنند، را اشغال کنند. در میان آن‌ها، بعضی از گروه‌های تندروتر محیط زیست و ضد سقط جنین می‌باشند که بیشتر به سمت وندالیسم و فعالیت‌های تروریستی متمایل شده‌اند.
یکی از معروف‌ترین نوع تروریسم موضوع خاص، محیط زیست یا تروریسم محیط زیست است که در دهه ۱۹۸۰ تنها نوع تروریسم ویژه ای بود که در آمار اف‌بی‌آی قرار داشت. یکی دیگر از انواع تروریسم خاص، خشونت ضد سقط جنین است.